# ハルトマン手術
ハルトマン手術（ハルトマンしゅじゅつ、英: Hartmann's operation）とは、大腸における手術方法の一つ。

## 歴史
1921年に、フランスの外科医アンリ・アルベール・ハルトマンによって報告された。

## 構成
直腸を切除し、肛門側断端を閉鎖し、口側腸管断端を永久人工肛門として造設する手術。

## 適応
- 直腸癌
- 直腸穿孔

## 関連
- 消化器外科学